# Orchestre de chambre de l'Empordà
L'Orchestre de chambre de l'Empordà (Orquestra de Cambra de l'Empordà) est un orchestre de chambre dont le siège est à Figueras (Alt Empordà). L'orchestre a été fondé en 1989. 

## Historique

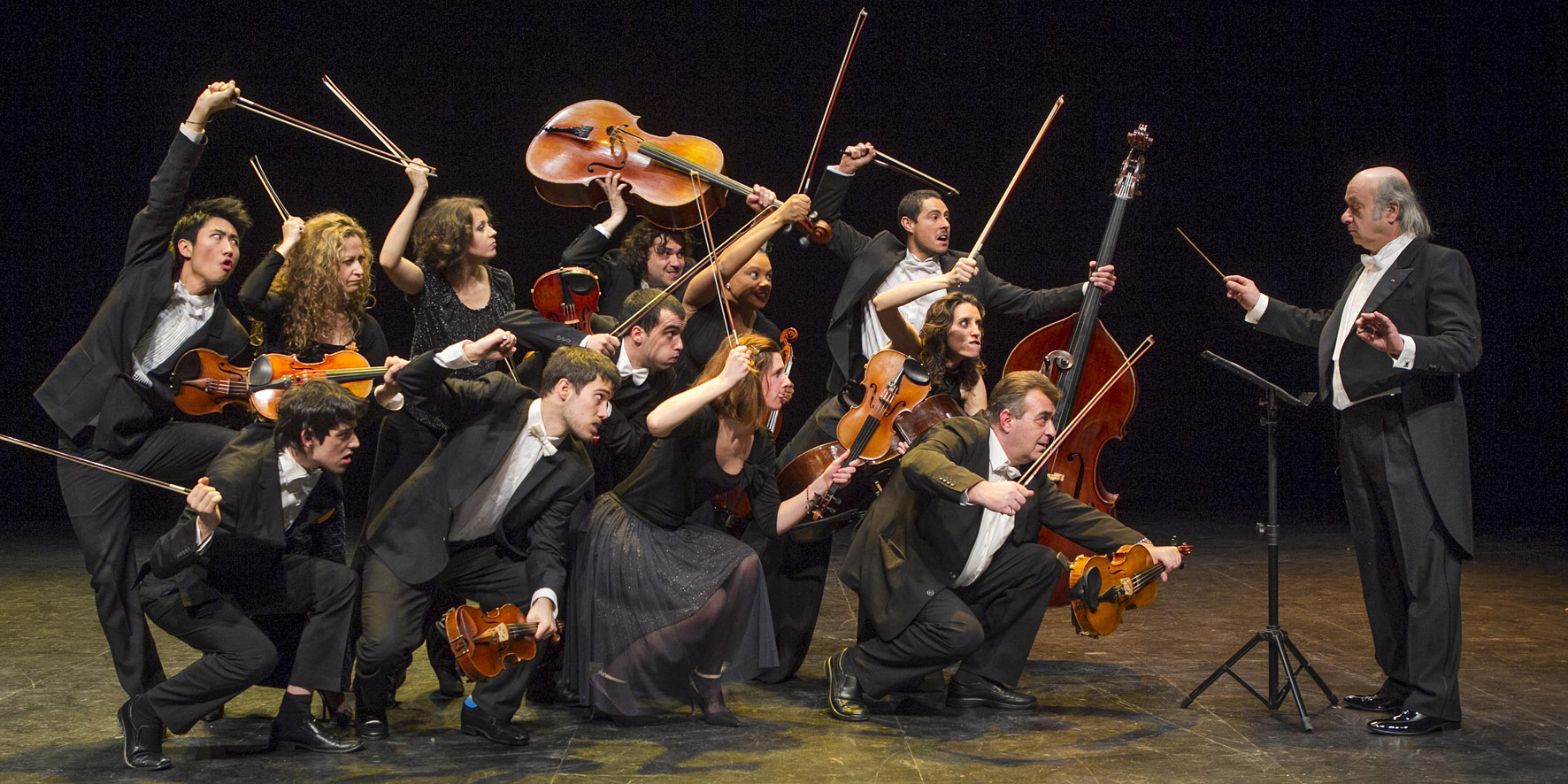
Concerto a Tempo d'umore de Jordi Purtí

L'orchestre est allé en tournée dans 43 pays et a visité les cinq continents. Il s'est produit dans plus de 2 500 concerts pendant ses vingt-sept ans d'existence.
Avec 11 CD et 3 DVD enregistrés, il est aujourd'hui considéré comme l'interprète le plus important des compositeurs catalans. En effet, dans tous ses concerts, il programme, au moins, une œuvre de l'un d'eux. Avec un répertoire qui comporte 628 œuvres, l'OCE a reçu des distinctions comme Membre d'Honneur du Conseil International du Mouvement Européen, Premi Popular de la COPE, Premi Sirena de l'an 2001 et le Premi Nacional de Música de l'année 1992 au meilleur interprète de musique classique.
Son directeur titulaire est, depuis sa fondation, le Maître Carles Coll i Costa.